# 车载电话
车载电话是指一种装在汽车内的可以在開車時使用的电话。车载电话一般具有接打电话、收发短信、来电显示、上网、通讯录、设置时间和日期等功能。车载电话由贝尔系统發明。1946年6月17日，圣路易斯當地有人首次使用車載電話。
车载电话由天线（发射及接收）、无线电台、微处理器控制电路及电话机组成。无线电台负责与无线电基地局通信，将电话机的声音信号发射出去，同時将无线电基地局发送出来的FM载波信号送到电话机。车用电话机有装在托架上的手提式电话机、有无线对讲式电话机和声音控制拨号式电话机等多种。